# 松戸映画劇場
松戸映画劇場（まつどえいがげきじょう）は、かつて存在した日本の映画館である。1928年（昭和3年）前後、千葉県東葛飾郡松戸町（現在の同県松戸市）に松竹館（しょうちくかん）として開館、第二次世界大戦後に改称した。当初を除き日活作品を上映したため、日活松竹館（にっかつしょうちくかん）とも呼ばれた。松戸松竹館（まつどしょうちくかん）とも。末年に松戸東映劇場（まつどとうえいげきじょう）と改称している。

## 沿革
- 1928年前後 - 松竹館として開館[4][5][7]
- 1949年前後 - 松戸映画劇場と改称[1]
- 1962年前後 - 松戸東映劇場と改称[11]
- 1970年前後 - 閉館[12]

## データ

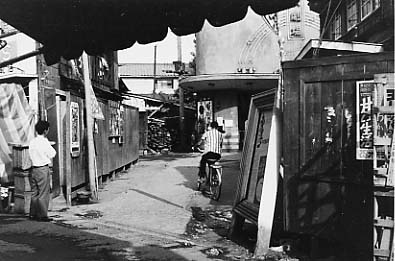
同館を中通り（現在のふれあい通り）から見る（1960年）。『甘い生活』を上映していたのが右の板塀の張り紙でわかる。

- 所在地 : 千葉県東葛飾郡松戸町1264番地[9]
  - 現在の同県松戸市本町3番地付近

北緯35度47分3.01秒 東経139度53分56.04秒 / 北緯35.7841694度 東経139.8989000度
- 経営 : 
  1. 宮田仁輔[5][6][7]
  2. 森本吉太郎[9][10]（森本興業）
- 構造 : 木造二階建[1]
- 観客定員数 : 511名（1942年[9]・1943年[10]）

## 概要
1928年（昭和3年）前後の時期に、国鉄（現在のJR東日本）常磐線松戸駅西口近くの千葉県東葛飾郡松戸町1264番地（現在の松戸市本町3番地付近）に松竹館として開館した。創業者は宮田仁輔、開館当初の配給系統は名称の通り松竹キネマの作品を上映していたが、『日本映画事業総覧 昭和五年版』によれば、同館の開館当時は帝国キネマ演芸の作品を上映していた松戸常盤館（経営・大沼琢静、現在の本町16番地4号）が、1930年（昭和5年）までには松竹系に変わり、同館は日活系に変更になっている。同館が建つ前、同町内（同市内）には大正時代には松戸常盤館のみが存在し、日活作品を上映していたが、やがて同館が建つころには、帝国キネマ演芸系統に変わっていた。
1942年（昭和17年）には、第二次世界大戦による戦時統制が敷かれ、日本におけるすべての映画が同年2月1日に設立された社団法人映画配給社の配給になり、すべての映画館が紅系・白系の2系統に組み入れられるが、『映画年鑑 昭和十七年版』には、同館も松戸常盤館も、いずれの系統かは記載されていない。1939年（昭和14年）12月に映画館経営を開始した森本吉太郎が、このころまでの時期に、同館および松戸常盤館の両館の経営権を取得している。1942年当時の同館の支配人は岩上米吉であった。1943年（昭和18年）10月1日、松戸市は市制を敷いている。
戦後、同館経営者の森本は、同館および松戸常盤館を復興、営業を再開し、1949年（昭和24年）前後までに同館を松戸映画劇場と改称している。1955年（昭和30年）3月、森本は同館の経営主体を個人商店から株式会社化して森本興業株式会社とした。1959年（昭和34年）4月には、松戸公産が近隣に輝竜会館大映劇場（のちの松戸輝竜会館、大映系、現存せず）を開業、同年6月には輝竜会館バンビ劇場（名画座、現存せず）が開業しており、同市内の映画館は4館となった。当時は洋画を上映していたが、1962年（昭和37年）前後には、松戸東映劇場と改称、東映系の興行を行った。
1970年（昭和45年）前後に閉館した。森本興業が経営する松戸常盤館が、1992年（平成4年）8月28日に閉館するまで、同地での東映系の興行を引き継いだ。『映画便覧 1973』によれば、1970年代前半の1972年（昭和47年）までの時期に、京葉センター（代表・岩山睦）が成人映画館として松戸京葉劇場・松戸弁天劇場を開館し、同市内の映画館は5館になった。